# Танненберг (Саксонія)
Танненберг (нім. Tannenberg) — громада в Німеччині, розташована в землі Саксонія. Входить до складу району Рудні Гори. Складова частина об'єднання громад Гаєр.
Площа — 7,94 км2. Населення становить 1079 ос. (станом на 31 грудня 2020).